# Faráfra-oázis
A Faráfra-oázis (arabul: الفرافرة, el-Farāfra) Egyiptom területén, a Líbiai-sivatagban a Dakhla és Baharijja oázisok között fekszik. Területét és népességét tekintve a legkisebb az Új-völgy oázisai közül. Lakossága kb. 10 000 fő (2006), akik nagy része beduin. Legnagyobb települése el-Farafra, amely hasonlóan a többi oázishoz, szintén egy erőd körül alakult ki. Akárcsak a többi oázisban, itt is számos hőforrás akad. A leghíresebb a Kaszr el-Farafrától 6 km-re északra található Bír Szitta (Bir Sitta).

## Látnivalók
- Városi Múzeum. Az oázis életét bemutató szobrok láthatók.
- A várostól 41 km-re Baharijja felé kezdődik a Fehér-sivatag. Fehér szikláiról kapta a nevét, holdbéli tájra emlékeztető vidék. Mintegy 50 km hosszan és kb. 20 km szélesen terül el az út két oldalán. Talapzata kréta és mészkő keveréke, innen a hómező-szerű látvány. A beduinok ezt a területet Vádi Gazzárnak, azaz Répák Völgyének nevezik, mert a szélerózió formálta sziklaformák gyakran répákra emlékeztetnek.

## Galéria

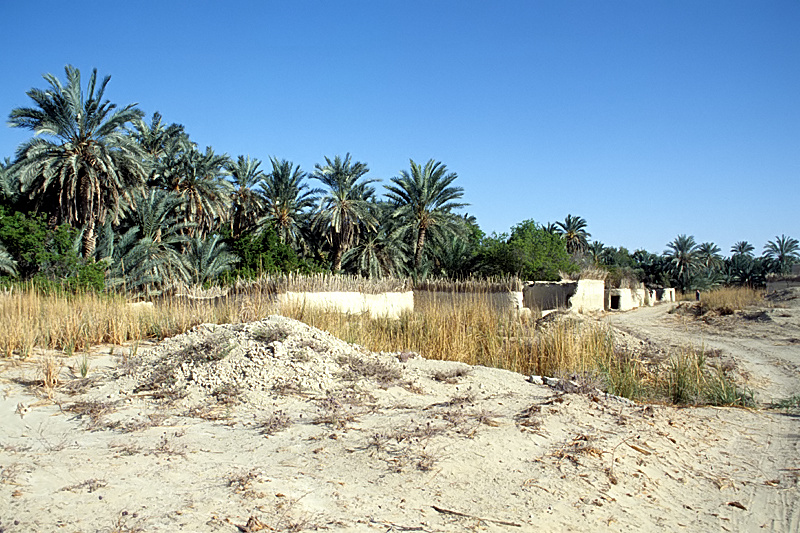
A Faráfra-oázis
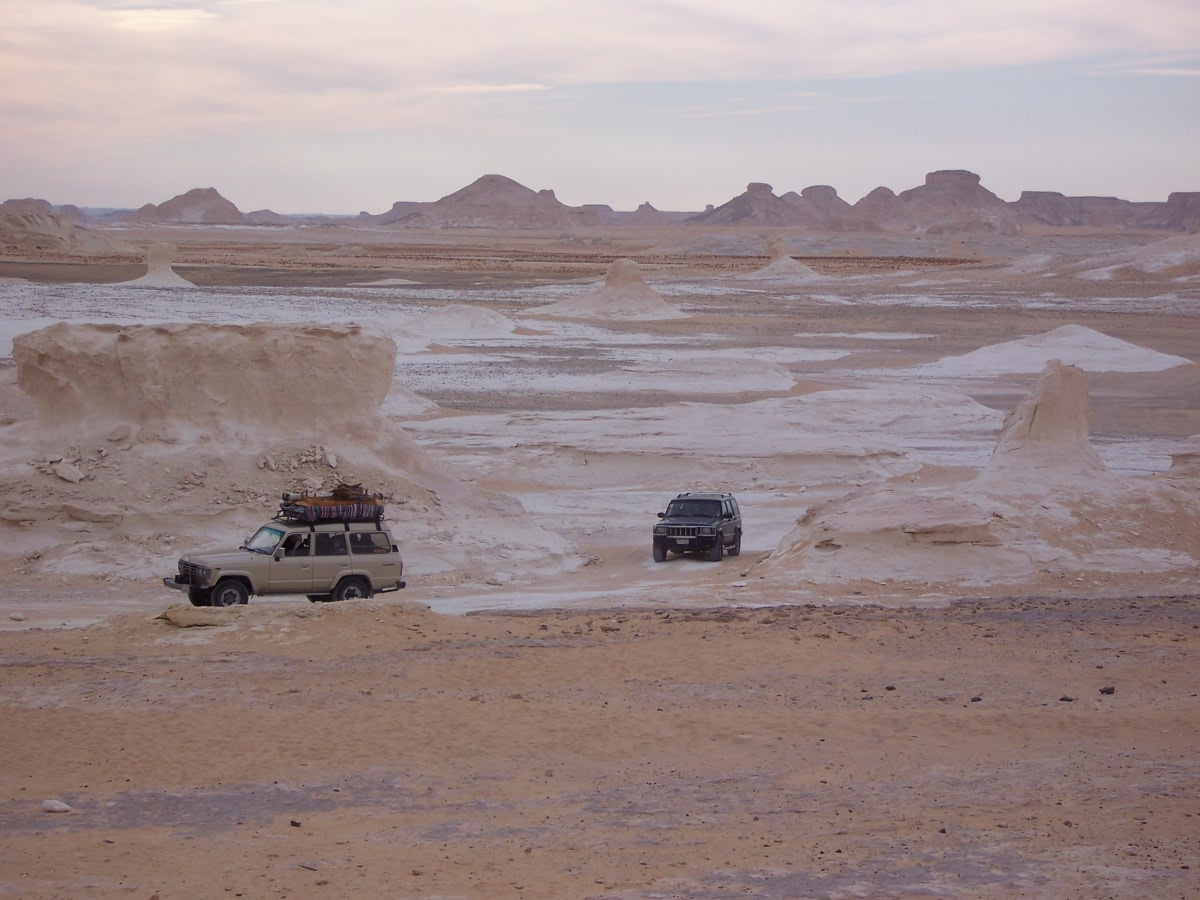
A Fehér-sivatag
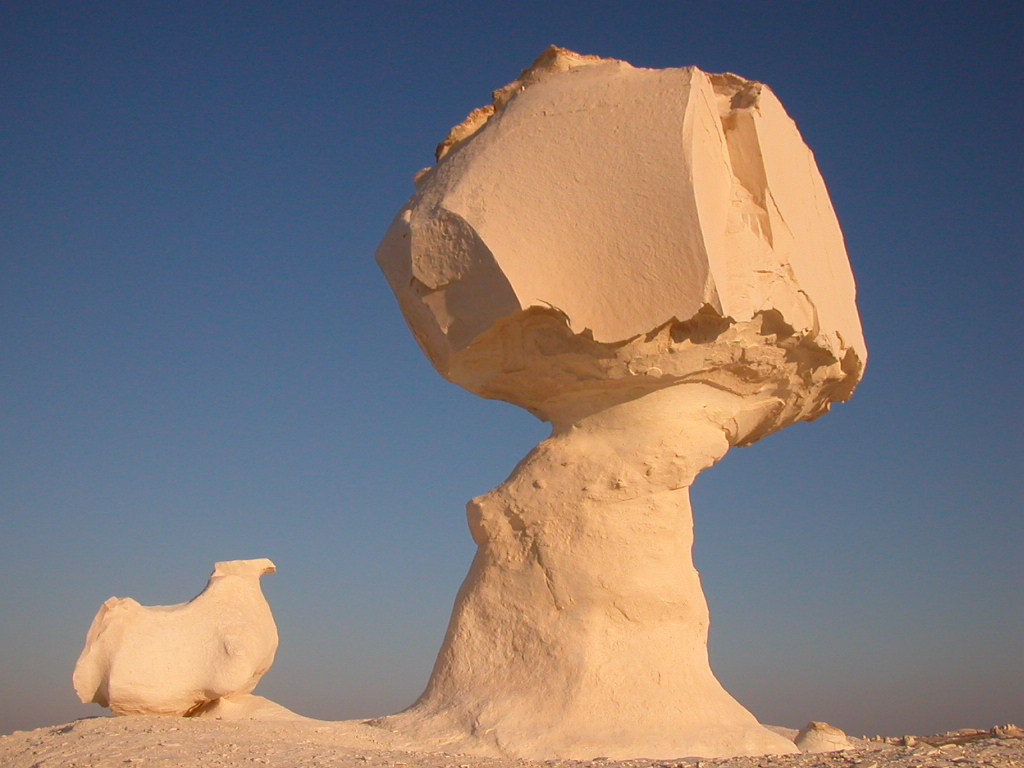
Mészkőszikla a Fehér-sivatagban

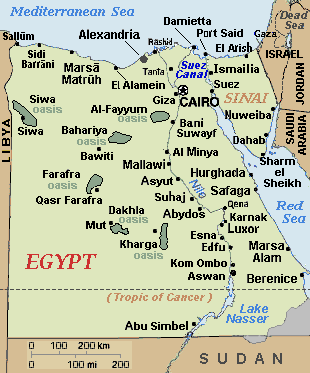
Egyiptom nagyobb oázisai

## Fordítás
Ez a szócikk részben vagy egészben  a   Farafra, Egypt című angol Wikipédia-szócikk fordításán alapul.  Az eredeti cikk szerkesztőit annak laptörténete sorolja fel. Ez a jelzés csupán a megfogalmazás eredetét és a szerzői jogokat jelzi, nem szolgál a cikkben szereplő információk forrásmegjelöléseként.